# Flammentemperatur
Die Flammentemperatur ist die Temperatur, die bei einer Verbrennung im Inneren der Flamme gemessen werden kann.
Sie darf nicht verwechselt werden mit den Größen Zündtemperatur, Flammpunkt oder Verbrennungswärme.
Die Flammentemperatur ist abhängig vom Grad der Vermischung der brennbaren Gase, dem Stickstoff- und Sauerstoffanteil des Gasgemisches, dem Druck und der Vorwärmung der Gase sowie von der Konstruktion des Brenners. Innerhalb einer Flamme gibt es in der Regel unterschiedliche Bereiche, deren Temperaturen sich um einige hundert Kelvin unterscheiden können.

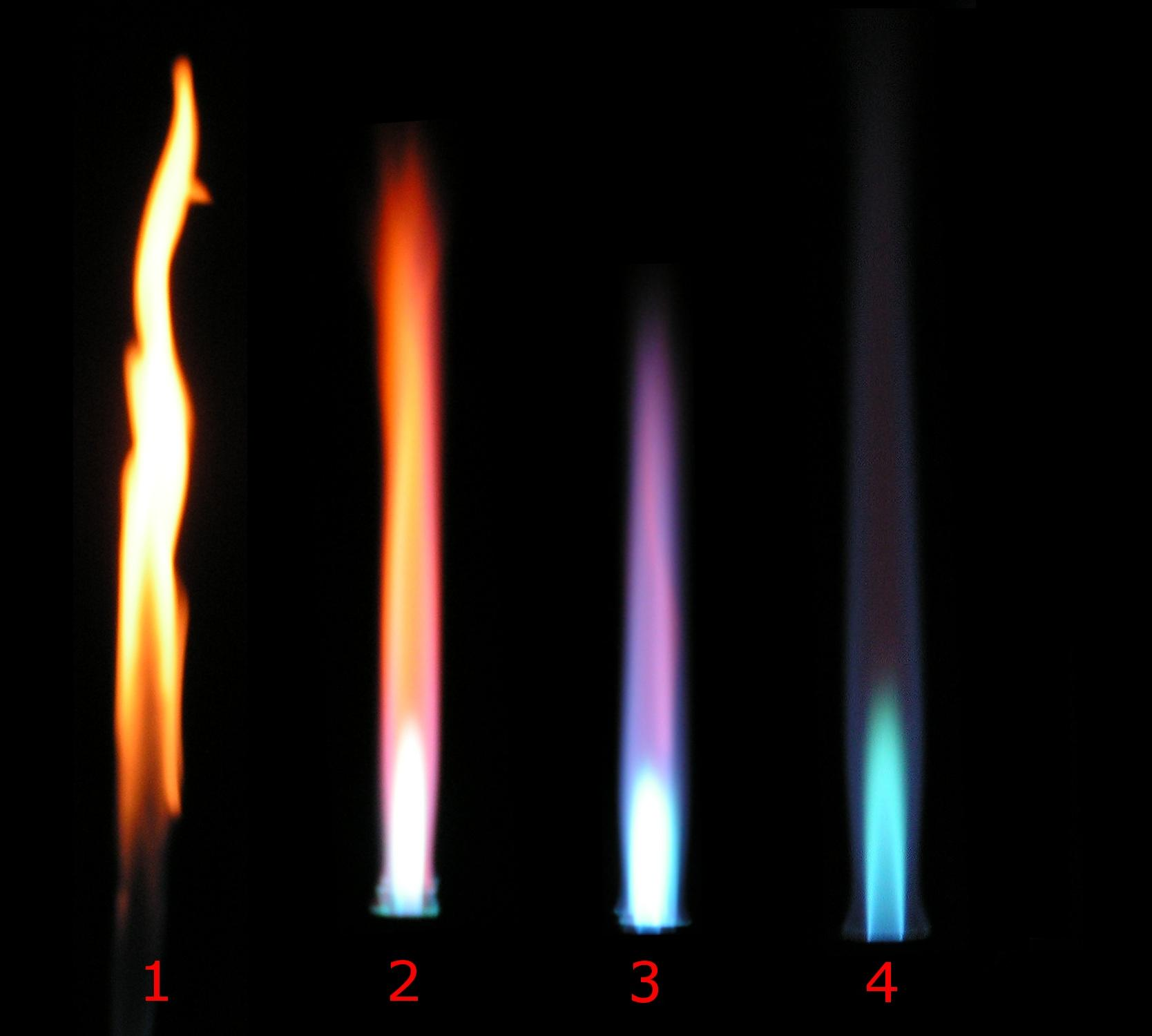
Unterschiedliche Flammtemperaturen aufgrund verschiedener Mischverhältnisse von Luft, bzw. Sauerstoff, zu Brennstoff. Von 1 nach 4 wird das Verhältnis von Luft zu Brennstoff erhöht. 1: Diffusionsflamme; 4: Vormischflamme

In der Literatur wird meistens die höchste Temperatur angegeben, die unter idealen Bedingungen in einer Flamme gemessen werden kann. Beispiele:
| Brennstoff       | Flammentemperatur | Flammentemperatur     |
| Brennstoff       | mit Luft          | mit reinem Sauerstoff |
| ---------------- | ----------------- | --------------------- |
| Propan/Butan     | 1925 °C           | 2850 °C               |
| Wasserstoff      | 2130 °C           | 3080 °C               |
| Methan (Erdgas)  | 1970 °C           | 2860 °C               |
| Ethin (Acetylen) | 2250 °C           | 3030 °C               |

Dass mit Luft eine geringere Flammtemperatur erreicht wird als mit reinem Sauerstoff, liegt in erster Linie daran, dass der enthaltene Stickstoff mit erhitzt werden muss. Außerdem erfordert Bildung von Stickoxiden als endotherme Reaktion Wärme, was die Brennerflamme abkühlt.
Daneben ist zu einer Erzielung einer hohen Flammentemperatur noch zu berücksichtigen, dass sich ein unter Druck stehendes Gas aufgrund des Joule-Thomson-Effekts bei der Entspannung abkühlt und deshalb mitunter eine Gasvorwärmung nötig ist.
Die Reaktion von Wasserstoff mit Fluor erreicht mit ca. 4000 °C eine der höchsten Flammentemperaturen unter Normaldruck.